# الوشم (مسلسل)
الوشم (باليونانية:  Το Τατουάζ)‏ هو مسلسل تلفزيوني رومانسي يوناني من تأليف فانا ديميتريو، عرض بشكل يومي من 18 سبتمبر 2017 حتى 27 يونيو 2019، وبث بواسطة تلفزيون "ألفا تي في" و"ألفا قبرص".
عرض المسلسل مدبلجا للعربية في 23 سبتمبر 2018 على قناة إم بي سي 4.

## قصة المسلسل
تسافر آنا رازي، زوجة توني نيفين وابنة التاجر ثوهاريس رازي، مع صديقتها نيكول، من لندن، إلى اليونان. هناك، تعتزم آنا مقابلة ألكساندروس ميلا في إيجينا، بعد ان كانت تتحدث معه منذ أكثر من عام على الفيسبوك. يعيش الشابان بضع ليال من العاطفة، حتى يختفي الإسكندر دون أن يترك وراءه أثر بعد اكتشاف امرأة ميتة في غرفته يجعله قاتلاً مطلوباً. سيؤدي اختفاء آنا بعد بضعة أيام إلى إرباك أقاربها.

## مواسم
| موسم | موسم | عدد الحلقات | العرض الأول    | العرض الأول   |
| موسم | موسم | عدد الحلقات | بداية الموسم   | نهاية الموسم  |
| ---- | ---- | ----------- | -------------- | ------------- |
|      | 1    | 220         | 18 سبتمبر 2017 | 28 يونيو 2018 |
|      | 2    | 302         | 16 سبتمبر 2018 | 27 يونيو 2019 |

## البث الدولي
| البلد    | أسم المسلسل البديل | القناة       | أول عرض        | آخر عرض       |
| -------- | ------------------ | ------------ | -------------- | ------------- |
| اليونان  | الوشم              | تلفزيون ألفا | 18 سبتمبر 2017 | 27 يونيو 2019 |
| قبرص     | الوشم              | ألفا قبرص    | 18 سبتمبر 2017 | 27 يونيو 2019 |
| السعودية | الوشم              | إم بي سي 4   | 23 سبتمبر 2018 | 29 أغسطس 2019 |
| مالطا    | الوشم              |              | 28 أغسطس 2019  | حتى الآن      |